# Sitno (národní přírodní rezervace)
Sitno je národní přírodní rezervace na Slovensku, v katastrálním území obce Ilija v okrese Banská Štiavnica v Banskobystrickém kraji. Území bylo vyhlášeno v roce 1951 a jeho rozloha je 93,68 hektaru. Předmětem ochrany je vrch Sitno jako přírodovědná, historická a kulturní dominanta Štiavnických vrchů.